# Липецький державний академічний театр драми імені Л. М. Толстого
Липецький державний академічний театр драми імені Л. М. Толстого (рос. Липецкий государственный академический театр драмы имени Л. Н. Толстого) — державний академічний драматичний театр в обласному центрі Росії місті Липецьку.

## Загальні дані
Липецький державний академічний театр драми імені Л. М. Толстого міститься у спеціально зведеній функціональній будівлі за адресою:
пл. Театральна, буд. 1, м. Липецьк-398001 (Росія).
Нині директором театру є Должикова Людмила Григорівна, головним режисером — Бобровський Сергій Олександрович.

## Історія театру
Датою заснування Липецького театру драми вважається 5 червня 1921 року.
У наступні роки склалась єдина трупа та репертуар першого міського театру в Липецьку.
У 1954 році з утворенням Липецької області театр отримав статус обласного. Він об'єднав під одним дахом «дорослий», дитячий і музичний театри, що навіть отримало специфічну назву «липецького театрального експерименту». І власне ця ідея принесла на той час закладові перше широке визнання.
Близько півтора десятка років театр розташовувався в колишній будівлі курортної зали Липецького курорту (по вул. Карла Маркса, 1). Місто потребувало нової функціонального театрального приміщення — відтак, 5 листопада 1968 року на тодішній Красній (згодом перейменовано на Театральну) площі за проектом архітектора Марка Петровича Бубнова було зведено сучасну театральну будівлю. Першою виставою, що відіграли у новому приміщенні, стала прем'єра спектакля «Тихий Дон».
1981 року театрові присвоєно ім'я класика російської літератури Л. М. Толстого, і на тепер (2000-ні) Липецький драмтеатр лишається єдиним у Росії, що носить його ім'я. Вже за сталою традицією на день народження письменника липецькі артисти виїжджають у його музей-садибу «Ясная Поляна», де виступають з виставами, присвяченими життю і творчості Льва Толстого.
У 1994 році театрові надано статус державного академічного.
Починаючи від 1977 року директором-художнім керівником театру був народний артист Росії Володимир Михайлович Пахомов. Після його смерті 2007 року театр деякий час лишався без худкерівника; його обов'язки виконувала Людмила Должикова, екс-заступник директора з питань економіки. У серпні 2008 року головним режисером театру призначено Сергія Олександровича Бобровського (перед цим керував Бійським міським драматичним театром), а Людмила Должикова стала директором театра.

## Репертуар
У репертуарі Липецького державного академічного театру драми імені Л. М. Толстого — твори класиків російської літератури, зокрема О. С. Пушкіна, О. М. Островського, Л. М. Толстого, А. П. Чехова, М. О. Булгакова, А. Т. Твардовського, М. М. Хуцієва.
Для дітей і підлітків ставлять вистави за народними казками і на сюжети з творів Гофмана, Г. К. Андерсена, А. Ліндгрен, Л. Керрола, Є. Л. Шварца.
Останніми роками театр активно працює із зарубіжною класикою — на його сцені йдуть вистави за п'єсами Ж.-Б. Мольєра, Г. Ібсена, Л. Піранделло, Ф.-Г. Лорки, Т. Вільямса.

## Виноски
1. ↑  Контакти на Офіційна вебстоірнка театру
2. ↑  Пост головного режисера Липецького академічного театра драмы посів Сергій Бобровський [Архівовано 13 березня 2009 у Wayback Machine.] // інф. за 18 серпня 2008 року на gorod48.ru (рос.)